# Filippo Pozzato
Filippo "Pippo" Pozzato (nascido em 10 de setembro de 1981, em Sandrigo) é um ciclista profissional italiano, que atualmente compete para a equipe Lampre-Merida.